# Énosis Néon Paralímni
Maillots
Dernière mise à jour : 8 juillet 2024.
Le Énosis Néon Paralímni (en grec moderne : Ένωσις Νέων Παραλιμνίου), plus couramment abrégé en EN Paralímni, est un club chypriote de football fondé en 1936 et basé dans la ville de Paralímni.

## Historique
- 1936 : fondation du club à la suite de la fusion de deux clubs, le Heracles et le People’s Love
- 1975 : 1re participation à une Coupe d'Europe (C3, saison 1975/76)

## Bilan sportif

### Palmarès
| \| - Championnat de Chypre : - Vice-champion : 1974-1975. - Coupe de Chypre : - Finaliste : 1973-1974, 1974-1975, 1980-1981, 1982-1983. \| \| - Supercoupe de Chypre : - Finaliste : 1981 et 1983. - Championnat de Chypre de deuxième division (3) : - Champion : 1968-1969, 2014-2015 et 2017-2018. \| |  | |
| - Championnat de Chypre : - Vice-champion : 1974-1975. - Coupe de Chypre : - Finaliste : 1973-1974, 1974-1975, 1980-1981, 1982-1983. |  | - Supercoupe de Chypre : - Finaliste : 1981 et 1983. - Championnat de Chypre de deuxième division (3) : - Champion : 1968-1969, 2014-2015 et 2017-2018. |

### Bilan européen
Légende
- Victoire ou qualification pour le tour suivant
- Match nul
- Défaite ou élimination de la compétition

Note : dans les résultats ci-dessous, le score du club est toujours donné en premier.
| Saison    | Compétition      | Tour                | Club              | Domicile | Extérieur | Total  |
| --------- | ---------------- | ------------------- | ----------------- | -------- | --------- | ------ |
| 1975-1976 | Coupe UEFA       | Premier tour        | MSV Duisbourg     | 2 - 3    | 1 - 7     | 3 - 10 |
| 1976-1977 | Coupe UEFA       | Premier tour        | FC Kaiserslautern | 1 - 3    | 0 - 8     | 1 - 11 |
| 1981-1982 | Coupe des coupes | Seizièmes de finale | Vasas SC          | 1 - 0    | 0 - 8     | 1 - 8  |
| 1983-1984 | Coupe des coupes | Seizièmes de finale | KSK Beveren       | 2 - 4    | 1 - 3     | 3 - 7  |
| 2002      | Coupe Intertoto  | Premier tour        | SC Bregenz        | 0 - 2    | 1 - 3     | 1 - 5  |

## Personnalités du club

### Présidents
- Adamos A. Loizou
- Demetris Tssisios
- Giorgos Tsokkos

### Entraîneurs
| - Svatopluk Pluskal (1971 - 1974) - Svatopluk Pluskal (1976 - 1978) - Vic Buckingham (1982) - Slobodan Vučeković (1993 - 1996) - Gerhard Prokop (1996 - 1997) - Angel Kolev (1998 - 1999) - Nenad Starovlah (1999 - 2000) - Eli Guttman (2004 - 2006) - Nir Klinger (1er juillet 2006 - 12 septembre 2007) - Marios Constantinou (2007 - 2008) - Panayiotis Xiourouppas (2008) - Eduard Eranosyan (2008) - Antonis Kleftis & Adamos Adamou (2008 - 2009) - Čedomir Janevski (10 juin 2009 - 10 janvier 2011) - Nikodimos Papavasiliou (18 janvier 2011 - 9 janvier 2012) - Nir Klinger (11 janvier 2012 - 8 avril 2012) - Marios Karas (avril 2012 - 12 mai) | - Zouvanis Zouvani (mai 2012 - septembre 2012) - Ton Caanen (27 septembre 2012 - 30 juin 2013) - Saša Jovanović (1er juillet 2013 - 11 octobre 2013) - Marios Karas (12 octobre 2013 - 1er décembre 2013) - Nikos Andronikou (2 décembre 2013 - 15 avril 2014) - Marios Constantinou (10 juin 2014 - 10 novembre 2014) - Nikos Karageorgiou (16 novembre 2014 - 5 novembre 2015) - Ronny Van Geneugden (10 novembre 2015 - 21 mai 2016) - Kostas Kaiafas (27 mai 2016 - 13 février 2017) - Giorgos Kosma (13 février 2017 - 25 mars 2017) - Apostolos Makrides (26 juin 2017 - 24 octobre 2017) - André Paus (31 octobre 2017 - 14 novembre 2018) - Carit Falch (29 novembre 2018 - 23 avril 2019) - Giorgos Kosma (23 avril 2019 - 27 septembre 2019) - Gustavo Siviero (30 septembre 2019 - 20 janvier 2020) - Čedomir Janevski (20 janvier 2020 - ) |